# Mountain (Band)
Mountain (Berg) ist eine Hard-Rock-Formation, die im Anschluss an die Veröffentlichung der gleichnamigen LP von Leslie West 1969 in New York gegründet wurde.

## Bandgeschichte
Neben Leslie West (1945–2020) beteiligten sich Felix Pappalardi (1939–1983), Steve Knight (1935–2013) und Corky Laing an einem Projekt, das sich als Nachfolger der legendären Gruppe Cream verstand. Pappalardi war zuvor Produzent der letzten drei Alben von Cream, ehe sich diese Gruppe auflöste. Mountain trat 1969 beim Woodstock-Festival auf. Die Nachfolgegruppe von Mountain, West, Bruce & Laing, wies ab 1972 mit dem Bassisten Jack Bruce (1943–2014) einen ehemaligen Cream-Musiker auf. Für eine Japantournee wurde die Gruppe im Jahr 1973 in der Besetzung Leslie West, Felix Pappalardi, Bob Mann und Allan Schartzberg reaktiviert. Auf den Doppelalbum Twin Peaks wurden Liveaufnahmen vom Auftritt in der Osaka Koseinenkin Hall am 30. August 1973 veröffentlicht.
Am 17. April 1983 wurde Pappalardi von seiner Frau Gail Collins nach einem Streit erschossen.
Mountain wurde mehrmals neu formiert, z. B. im Jahre 1985 mit dem Bassisten Mark Clarke (ehemals Colosseum und Uriah Heep). Die Band änderte sich in ihrer Zusammensetzung im Laufe der 1980er- und 1990er-Jahre noch mehrmals und besteht auch heute noch mit der aktuellen Besetzung Phil Baker (Gitarre, Gesang), Corky Laing (Schlagzeug) und Joe Venti (Bass, Gesang). Das Repertoire von Mountain besteht heute sowohl aus den Klassikern der späten 1960er- und frühen 1970er-Jahre als auch aus neuen Nummern.

## Stil
Viele Stücke der Band waren einerseits durch extreme Lautstärke und stark verzerrte Gitarrensoli von West geprägt, andererseits spielte sie aber auch lyrische Balladen, die von der weichen Stimme Pappalardis getragen wurden. Auch Kuhglocken kamen zum Einsatz, wie bei dem Lied Mississippi Queen. Gail Collins steuerte eine Reihe von Texten sowie einzelne Coverentwürfe bei.

## Diskografie

### Alben
- Leslie West – Mountain (1969)
- Mountain Climbing (1970, US: Gold)[2]
- Nantucket Sleighride (1971, US: Gold)
- Flowers of Evil (1971)
- Mountain Live: The Road Goes Ever On (1972)
- Best Of (1973, US: Gold)
- Avalanche (1974)
- Twin Peaks (1974)
- Go for Your Life (1985)
- Over the Top (Best Of) (1995)
- Blood of the Sun 1969–1975 (1996)
- Super Hits (1998)
- Man’s World (1996)
- King Biscuit – Live Greatest Hits (2000)
- Flowers of Evil – Best (1969–1974, Zounds, alle Titel digital remastert)
- Mystic Fire (2002)
- On the Mark (2002)
- High (2002)
- The Best of Mountain [mit Felix Pappalardi] (2003)
- Eruption (2005)
- Got Blooze (2005)
- Masters of War (2007)

### Offizielle Bootlegserie
- Live at Canadian Festival Express; 28. Juni 1970 (2005)
- Live Fillmore East 27. Dezember 1970 (2005)
- Live at Swing Auditorium, 20. Dezember 1971 (2005)
- Live at Ludwigsberg, 28. April 1996 (2006)
- Live at Shepherds Bush, 17. September 1997 (2005)
- Live Capitol Theatre, New Jersey (2005)
- Brandwine Club, Live 1981 (2005)
- Live in Karlshamn, Schweden 1994 (2005)
- Olympic Auditorium, Live 1970 (2005)
- Live from Woodstock 16. August 1969 (2005)
- Live at Pineknob Theatre 1985 (2005)

### Videoalben
- Sea of Fire (2002)
- From the Front Row...Live (2004)
- Live in Texas (2005)